# Coenocalpe
Coenocalpe là một chi bướm đêm thuộc họ Geometridae.

## Các loài
- Coenocalpe lapidata – Slender-Striped Rufous (Hübner, 1809)
- Coenocalpe millierata (Staudinger, 1901)